# Sophie Faucher
 (février 2013).
Si vous disposez d'ouvrages ou d'articles de référence ou si vous connaissez des sites web de qualité traitant du thème abordé ici, merci de compléter l'article en donnant les références utiles à sa vérifiabilité et en les liant à la section « Notes et références ».
Pour les articles homonymes, voir Faucher.
Sophie Faucher, née à Montréal le 10 avril 1958 est une actrice québécoise, montréalaise, d’origine française.
Elle est notamment connue pour avoir interprété l'ex-mannequin milliardaire botoxé Crystale Bouvier-Montgomery dans la série québécoise, Le cœur a ses raisons. Également active dans le doublage québécois, elle est la voix régulière de Queen Latifah et Kristen Johnston ainsi qu'une des voix de Julie Christie, Viola Davis, Allison Janney, Loretta Devine et Nicolette Sheridan.

## Biographie
Sophie Faucher est la fille de Françoise Faucher, comédienne et animatrice, et du réalisateur et metteur en scène Jean Faucher, arrivés au Québec de France en 1951. Elle est diplômée du Conservatoire d'art dramatique de Montréal, promotion 1978.

## Filmographie

### Cinéma
- 1982 : Une journée en taxi : la fille de l'accident
- 1990 : Bethune: The Making of a Hero : l'infirmière MacKenzie
- 1990 : Ding et Dong, le film : Sarah
- 1997 : J'en suis ! : la Sodoma
- 1998 : Nô : voix
- 2000 : Les Pierrafeu à Rock Vegas : Bertha Laroche (voix)
- 2003 : La Face cachée de la lune : présentatrice
- 2004 : Comment conquérir l'Amérique
- 2010 : Cabotins de Alain DesRochers : Louise Gamberger, animatrice - Le Point
- 2010 : L'Enfant prodige : Cécile Lebel
- 2011 : Switch de Frédéric Schoendoerffer : mère de Sophie Malaterre
- 2012 : Laurence Anyways de Xavier Dolan : Andrée Belair, la mère de Fred

### Télévision
- 1978-1982 : Le Clan Beaulieu : Minou
- 1979-1980 : Jeunes en liberté : Minou
- 1980 : Frédéric (série télévisée) : Loulou
- 1981 : Les Fils de la liberté : Marie-Moitié
- 1989-1991 : Un signe de feu : Maria Potra
- 1989-1990 : L'Or et le Papier : Albiera Gattinara
- 1990-1992 : Jamais deux sans toi : Sexologue
- 1992-1994 : Montréal P.Q. : Axelle Adams
- 1993 : Shehaweh : Sœur Lauvin
- 1995 : 4 et demi... : Marlène Jobin
- 1998 : Jamais sans amour : L'Obsession : Josée
- 1998 : Ces enfants d'ailleurs-La suite : Dominique Boisvert
- 1999 : Radio Enfer : Lucienne Pitzikini
- 1999 : Tohu-Bohu : Reine Pernicia
- 1999 : Juliette Pomerleau : Policière
- 1997 : Caillou (série télévisée) : Grand-maman de Caillou, narratrice (version française) (voix)
- 2001-2008 : Ramdam : Michèle Talbot
- 2002-2012 : Caméra Café : Prof des bonnes manières
- 2003 : Le Cœur découvert : Josette
- 2004-2014 : Il était une fois dans le trouble : Johanne et Claudelle
- 2004 : Virginie : Me Suzanne Lebrun
- 2005-2007 : Le cœur a ses raisons : Crystale Bouvier-Montgomery
- 2007-2009 : Bob Gratton : ma vie, my life : L'avocate
- 2007-2008 : Les Sœurs Elliot : Denise Forgues
- 2008 : La vie est un zoo : Minou (voix)
- 2009-2015 : VRAK la vie : Mme Gariépy
- 2010 : Prozac : La maladie du bonheur : Camille
- 2011 : Penthouse 5-0 : Renata
- 2012-2019 : O' : Diane Sénécal

## Doublage

### Cinéma

#### Films
- Queen Latifah dans :
  - Le Désosseur (1999) : Thelma
  - Remue-Ménage (2003) : Charlene Morton
  - Film de peur 3 (2003) : Tante ShaNeequa
  - Taxi (2004) : Belle Williams
  - Hairspray (2007) : Maybelle
  - Folles du cash (2008) : Nina Brewster
  - La Saint-Valentin (2010) : Paula Thomas
  - Just Wright (2010) : Leslie Wright
- Julie Christie dans :
  - Harry Potter et le Prisonnier d'Azkaban (2004) : Madame Rosmerta
  - Le Chaperon rouge (2011) : Mère-Grand
- Viola Davis dans :
  - Un honnête citoyen (2009) : la mairesse de Philadelphie
  - Mange, prie, aime (2010) : Delia Shiraz
- Allison Janney dans :
  - Garde Betty (2000) : Lyla Branch
  - Les Heures (2002) : Sally
- Kristen Johnston dans :
  - Les Pierrafeu à Rock Vegas (2000) : Wilma Slaghoople
  - La Guerre des mariées (2009) : Deb
- 1987 : Pour l'amour de l'argent : Joyce (Louise Lasser)
- 1990 : Le Fabuleux Gang des Sept : Michelle (Michelle Sweeney)
- 1991 : Faut pas dire à Maman que la Gardienne mange les Pissenlits par les racines : Rose Lindsey (Joanna Cassidy)
- 1991 : Mes deux vies : Amanda Brooks (Ellen Barkin)
- 1992 : La Grande Classe : Mère de Blade (Loretta Devine)
- 1992 : Impardonnable : Alice (Frances Fisher)
- 1992 : Candyman, le Spectre maléfique : Bernadette Walsh (Kasi Lemmons)
- 1993 : Vie de Famille à Yonkers : Bella Kurnitz (Mercedes Ruehl)
- 1993 : Robin des Bois : Héros en collants : Latrine (Tracey Ullman)
- 1993 : Rock n' Nonne 2 : De retour au couvent : Florence Watson (Sheryl Lee Ralph)
- 1993 : Philadelphie : Anthea Burton (Anna Deavere Smith)
- 1994 : Star Trek : Générations : Lursa (Barbara March)
- 1994 : Traquée : Evelyn (Karen Robinson)
- 1994 : Richie Rich : Diane (Mariangela Pino)
- 1995 : Au revoir, mon amour : Lucille (Janeane Garofalo)
- 1995 : Juge Dredd : Juge Evelyn McGruder (Joanna Miles)
- 1995 : Draghoula : Laila Zresbos (Bobo Vian)
- 1996 : L'agent secret se découvre : Veronique Ukrinsky, l'agent 3.14 (Nicollette Sheridan)
- 1996 : Le Pro : Doreen (Linda Hart)
- 1996 : Le Miroir à deux visages : Doris (Brenda Vaccaro)
- 1997 : Le Tueur de Grosse Pointe : Mme Kinetta (Belita Moreno)
- 1997 : La Fessée : Julia (Victoria Ann Stirling)
- 1997 : La Fête des pères : Shirley Trainor (Patti D'Arbanville)
- 1997 : Double Identité : Hollis Miller (CCH Pounder)
- 1997 : Ravageur : Des (voix) (Diane Pershing)
- 1998 : Émergence des profondeurs : Trillian St. James (Famke Janssen)
- 1998 : Surdoué : Janice (Tamara Taylor)
- 1998 : Des hommes de loi : Député Marshal Savannah Cooper (LaTanya Richardson)
- 1998 : L'Homme qui murmurait à l'oreille des chevaux : Liz Hammond (Cherry Jones)
- 1998 : Meurtre parfait : Raquel Martinez (Sarita Choudhury)
- 1999 : Les Héros du dimanche : Cindy Rooney (Lauren Holly)
- 2000 : L'Indestructible : Mère d'Elijah (Charlayne Woodard)
- 2000 : Volte-Face : Dr Leavitt (Tina Lifford)
- 2002 : Elle et moi : Kathi Bluemlein (Elfi Eschke)
- 2004 : Les Pages de notre amour : Esther (Starletta DuPois)
- 2004 : L'Oubli : Détective Anne Pope (Alfre Woodard)
- 2006 : Le Festi-Bière : Cherry (Mo'Nique)
- 2008 : Lire et détruire : Sandy Pfarrer (Elizabeth Marvel)
- 2012 : On ne cédera pas[2] : Olivia Lopez (Marianne Jean-Baptiste)
- 2013 : Mama : Jean Podolski (Jane Moffat)

#### Films d'animation
- 1997 : Les Chats ne dansent pas : Mère de la rue
- 2000 : La Petite Sirène 2 : Morgana
- 2000 : Un empereur nouveau genre : Yzma
- 2003 : Vive les fêtes ! Un film avec Caillou (en) (vidéo) : la narratrice
- 2005 : La Mariée cadavérique : Maudeline Everglot
- 2005 : Un Kronk nouveau genre : Yzma
- 2007 : Cendrillon 3 : Les Hasards du temps : Prudence

### Télévision

#### Téléfilms
- 1992 : Boris & Natasha : Natasha Fatale (Sally Kellerman)
- 2011 : Mon fils a disparu : Belzora (Beverly Todd)

#### Séries télévisées
- 1986 : Crimes en solde : Mona Ellerby (Dixie Seatle)
- 2013-2014 : Orange Is the New Black : Sophia Burset (Laverne Cox)

#### Séries d'animation
- 1997-2010 : Caillou : la narratrice
- 2020 : Family Guy : la narratrice de Caillou
- 2023 : Frida c'est moi (scénariste)